# جیلیان ویگمن
جیلیان ویگمن (انگلیسی: Gillian Vigman؛ زادهٔ ۲۸ ژانویهٔ ۱۹۷۲) یک هنرپیشه و فیلم‌نامه‌نویس اهل ایالات متحده آمریکا است. وی از سال ۱۹۹۸ میلادی تاکنون مشغول فعالیت بوده‌است.

## گزیدهٔ فیلمشناسی
از فیلم‌ها یا برنامه‌های تلویزیونی که وی در آن نقش داشته‌است می‌توان به آثار زیر اشاره کرد.

### سینمایی
- عشقم برای همیشه (۲۰۱۸)
- خماری: قسمت سوم (۲۰۱۳)
- خماری: قسمت دوم (۲۰۱۱)
- شب قرار (۲۰۱۰)
- همه چیز درباره استیو (۲۰۰۹)
- بیگانگان زیرشیروانی (۲۰۰۹)
- خماری (۲۰۰۹)
- برادرخوانده (۲۰۰۸)
- باکره چهل ساله (۲۰۰۵)
- پس از غروب (۲۰۰۴)
- آسیابک (۲۰۰۲)

### تلویزیونی
- حبس ابد (سریال تلویزیونی) (۲۰۱۸)
- سوپرنچرال (۲۰۱۴)
- سی‌اس‌آی (۲۰۱۴)
- کالیفرنیکیشن (۲۰۱۲)
- دختر جدید (۲۰۱۱–۲۰۱۸)
- پارک‌ها و تفریحات (۲۰۰۹)
- به گفته جیم (۲۰۰۷)